# Rich Gang (álbum)
Rich Gang é o primeiro álbum de compilação da  Young Money e Cash Money como o supergrupo Rich Gang, lançado em 23 de julho de 2013 pela Young Money Entertainment, Cash Money Records e Republic Records. O álbum contém contribuições de vários membros da YMCMB, incluindo:Lil Wayne, Birdman, Nicki Minaj, Busta Rhymes, Mack Maine, Tyga, Limp Bizkit, Mystikal, Bow Wow, Jae Millz, Ace Hood, Cory Gunz, Gudda Gudda, Caskey e Detail. A compilação conta com a participação especial dos artistas Future, French Montana, T.I., Rick Ross, Game, Flo Rida, Kendrick Lamar, Chris Brown, R. Kelly, Yo Gotti e Meek Mill. O álbum recebeu críticas mistas dos críticos de música e vendeu 40,000 cópias nos os EUA, depois de três semanas de venda.

## Faixas
1. "R.G." (com Mystikal)
2. "Million Dollar" (com Detail & Future)
3. "Tapout" (com Lil Wayne, Birdman, Mack Maine, Nicki Minaj & Future)
4. "We Been On" (com R. Kelly, Birdman & Lil Wayne)
5. "Dreams Come True" (com Yo Gotti, Ace Hood, Mack Maine & Birdman)
6. "50 Plates" (com Rick Ross)
7. "Bigger Than Life" (com Chris Brown, Tyga, Birdman & Lil Wayne)
8. "100 Favors" (com Detail, Birdman & Kendrick Lamar)
9. "Everyday" (com Cory Gunz, Birdman, Mystikal & Busta Rhymes)
10. "Burn the House" (com Detail)
11. "Panties to the Side" (com French Montana, Tyga, Bow Wow & Gudda Gudda)
12. "Angel" (com Mystikal, Jae Millz, Ace Hood, Gudda Gudda, Birdman & Mack Maine)
13. "Sunshine" (com Limp Bizkit, Flo Rida, Birdman & Caskey)

## Paradas musicais

### Posições
| Paradas (2013)                                | Melhor posição |
| --------------------------------------------- | -------------- |
| Estados Unidos - Billboard 200                | 9              |
| Estados Unidos - Billboard R&B/Hip-Hop Albums | 2              |
| Estados Unidos - Billboard Rap Albums         | 2              |